# Гідроінформатика
Гідроінформа́тика (англ. Hydroinformatics) — наукова дисципліна, одна з прикладних форм інформатики і спрямована для рішення проблем прогнозування дії та ефективного використання води.

## Загальний опис наукової дисципліни
Загалом, гідроінформатику можна визначити як "вивчення потоку інформації та генерування знань, що стосуються динаміки води в реальному світі, через інтеграцію інформаційно-комунікаційних технологій для збору даних, моделювання та підтримки прийняття рішень, наслідків для водного середовища та суспільства та управління водними системами» .
Гідроінформа́тика вивчає методи та процеси створення, перетворення, зберігання, передачі інформації та використання її в водогосподарській, комунальній та інших галузях людської діяльності пов'язаних з використанням води та регулюванням водних потоків.
Гідроінформатика базується на декількох наукових напрямках, як пов'язаних з водою, кліматом та землею: гідравліка, інженерна гідрологія та метеорологія, цифрове моделювання водних потоків, використання та охорона водних ресурсів, інженерна геодезія та геоінформатика, так і з комп'ютерними науками: інформатика,  імітаційне моделювання та інформаційно-комунікаційних технологій .
Гідроінформатика вирішує проблеми інженерного захисту навколишнього середовища, ефективного управління системами на водній основі.
Гідроінформатіка в своєму розвитку використовує методи так званого штучного інтелекту (Artificial intelligence), штучні нейронні мережі (Artificial neural network) та опорних векторів і генетичного програмування (Genetic programming). Це викликане необхідністю обробки великих сукупностей даних спостережень з метою аналізу даних (Data mining) для отримання необхідної інформації або ж спільно з даними, які отримані з існуючої фізичної моделі для генерації в обчислювальному відношенні ефективного емулятора цієї моделі.
Застосування інформаційних технологій у водному господарстві не обмежується управлінням базами даних та моделюванням процесів. Гідроінформатика розробляє спеціалізовані системи прийняття рішень у водній інженерії.  

## Застосування гідроінформатики в Україні
Гідроінформатика набирає поширення і в Україні. Це в першу чергу зв'язане з розвитком транскордонного співробітництва водогосподарських організацій з метою розробки ефективних заходів щодо захисту території України, зокрема Закарпатської, Івано-Франківської, Львівської та Чернівецької областей від паводків та повеней. Для реалізації даної мети зведені і продовжують розширюватись автоматизовані інформаційно-вимірювальні системи (АІВС): "Тиса", "Прикарпаття" ін.
Основна мета АІВС – 
- оперативне прогнозування гідрографів паводків на ріках басейну за допомогою спеціальних математичного, інформаційного і програмного забезпечень;
- підготовка достовірної прогнозної інформації про параметри паводку і передача її в автоматичному режимі відповідним службам оповіщення і протипаводковим підрозділам;
- видача рекомендацій для прийняття управлінських рішень по безаварійному пропуску паводків.

Автоматизована інформаційно-вимірювальна система для прогнозу паводків і управління водними ресурсами в басейні р. Тиси забезпечує функціонування багатьох підсистем:
- Прогнозування дощових, тало-дощових і селевих паводків.
- Контроль параметрів та прогнозування якості природних і скидних вод.
- Прогнозування зон затоплення і можливих збитків від затоплення дощовими, тало-дощовими і селевими паводками.
- Розробка оперативних планів протипаводкових заходів.
- Функціонування водного господарства в особливий період (підсистема ЦО).

АІВС "Прикарпаття" створене на базі Дністровсько-Прутського БУВР :
- проводить заміри гідрометеорологічних показників;
- оперативно обробляє та передає первинну інформацію;
- виконує моделювання гідрологічних процесів на окремих ділянках та по всьому басейну річки (зокрема прогнозування зон затоплення)
- розробка оперативних планів протипаводкового захисту
- інформування населення

Гідроінформатика має зростаючу світову спільноту дослідників і практиків. Журнал Гідроінформатіка (Journal of Hydroinformatics) надає певну інформацію про дослідження з гідроінформатики,  Діяльність координується міжнародною водною асоціацією (International Water Association - IWA).
Гідроінформатика використовуючи як інструменти інформаційних систем та комп'ютерні методи моделювання для річкових систем, міського дренажу і мереж водопостачання, гирл річок і прибережних вод, забезпечує підтримку прийняття рішень на всіх рівнях управління і операцій. 
Існує зростаюча потреба для фахівців і менеджерів, які володіють ґрунтовними знаннями у відповідній галузі (гідравліка, інженерна гідрологія та метеорологія, цифрове моделювання водних потоків, використання та охорона водних ресурсів, водогосподарське будівництво та кошторисна справа) та здатні працювати з відповідним програмним забезпеченням. Зокрема, в будівництві визначення кошторисної вартості проектів та фінансовий супровід будівництва проводиться з використанням різних програмних комплексів: АВК, Експерт-кошторис, ІВК, АС-4 кошторис та ін.

## Навчання
В Україні:
Гідроінформа́тика включена як одна з спеціалізацій, що вивчаються в Національному університеті водного господарства та природокористування (Україна, м.Рівне) в межах спеціальності 194 «Гідротехнічне будівництво, водна інженерія та водні технології» [Архівовано 25 квітня 2017 у Wayback Machine.] галузі знань 19 «Архітектура та будівництво»
Рівень вищої освіти: перший (бакалаврський) (BA Programmes): Обсяг освітньої програми становить 240 кредитів ЄКТС. 
Рівень вищої освіти: другий (магістерський) (MScProgrammes): Обсяг освітньої програми становить 90 кредитів ЄКТС. 
В Європі:
Гідроінформа́тика - моделювання та інформаційні системи для управління водними ресурсами (Hydroinformatics - Modelling and Information Systems for Water Management) - магістерська програма (MSc Programmes) при UNESCO-IHE (Institute for Water Education). UNESCO-IHE  є найбільшим міжнародним ВНЗ в галузі водної інженерії в світі і базується в місті Делфт, Нідерланди. 
Обсяг освітньої програми становить 106 кредитів ЄКТС (ECTS - European Credit Transfer and Accumulation System). 

## Періодичні видання
http://jh.iwaponline.com/ [Архівовано 1 травня 2017 у Wayback Machine.] - Journal of Hydroinformatics

## Поточні конференції з гідроінформатики та суміжні
https://www.cuahsi.org/hydroinformatics%5Bнедоступне+посилання+з+липня+2019%5D -  CUAHSI 2017 Conference on Hydroinformatics Swimming in Data without Drowning in the Deluge July 25 - 27, 2017 University of Alabama in Tuscaloosa, AL
https://web.archive.org/web/20161026170921/http://www.stormcon.com/preconference.html#ecp - Developing Effective Storm Water Pollution Management Plans, August 27 and Monday, August 28 8:30 am – 4:00 pm, 2017
https://www.cuahsi.org/education/cyberseminars/ [Архівовано 22 січня 2018 у Wayback Machine.] - CUAHSI's 2018 Winter Cyberseminar Series on Urban Stormwater Hydroinformatics! It will take place on Wednesdays at 1:00 p.m. Eastern, beginning February 7, 2018.

## Підрозділи гідроінформатики
- Міська гідроінформатика (Urban hydroinformatics) - розділ гідроінформатики, що спрямовано на вирішення питань управління водним сектором міського господарства [8].

## Зовнішні посилання
- UNESCO-IHE hydroinformatics group page. [Архівовано 24 березня 2017 у Wayback Machine.]
- EuroAquae - European master course of Hydroinformatics and Water Management. [Архівовано 17 листопада 2008 у Wayback Machine.]